# Ampulex cyanura
Ampulex cyanura là một loài côn trùng cánh màng trong họ Ampulicidae, thuộc chi Ampulex. Loài này được Kohl miêu tả khoa học đầu tiên năm 1893.

## Phân loài
- Ampulex cyanura cyanura, Kohl, 1893[2]
- Ampulex cyanura monticola, Arnold, 1928[3]
- Ampulex cyanura rhodesiana, Arnold, 1928[4]